# هادسن (فلوریدا)
هادسِن (به انگلیسی: Hudson) یک منطقهٔ مسکونی در ایالات متحده آمریکا است که در شهرستان پاسکو، فلوریدا واقع شده‌است. هادسن ۱۶٫۵ کیلومتر مربع مساحت و ۲۰٬۳۰۱ نفر جمعیت دارد و ۳ متر بالاتر از سطح دریا واقع شده‌است.